# جلال‌آباد (دهبکری)
جلال‌آباد، روستایی از توابع بخش مرکزی شهرستان بم در استان کرمان ایران است.

## جمعیت
این روستا در دهستان دهبکری قرار دارد و براساس سرشماری مرکز آمار ایران در سال ۱۳۸۵، جمعیت آن ۵ نفر (۴ خانوار) بوده‌است.